# گروه ام‌یوآی
گروه ام‌یوآی (انگلیسی: MUI Group) شرکت خوشه‌ای مالزیایی است، که در سال ۱۹۶۰ تأسیس شد.